# Хольм, Фруйи
Фру́йи Хольм (фар. Fríði Holm; род. 12 декабря 2002 года в Воавуре, Фарерские острова) — фарерский футболист, нападающий клуба «Сувурой».

## Карьера
Фруйи начинал карьеру в академиях клубов «Сувурой» и «ТБ/ФКС/Ройн». После распада объединённой сувуройской команды он снова стал игроком воавурцев, в составе которых он дебютировал во взрослом футболе: 27 апреля 2019 года форвард вышел на замену и забил гол в ворота второго состава «Б68» в рамках второго дивизиона Фарерских островов. Это была его единственная игра в первом сезоне на взрослом уровне. В 2020 году Фруйи стали активнее привлекать к матчам «Сувуроя», в 13 встречах второй лиги он отметился 2 забитыми голами. В сезоне-2021 воавурцы выступали в первом дивизионе, где нападающий сыграл в 26 из 27 матчей, забив 9 голов. По его итогам команда вылетела обратно, и в 2022 году Фруйи отыграл 16 игр во втором дивизионе, поразив ворота соперников 11 раз.
В 2023 году форвард стал одним из ключевых игроков «Сувуроя»: забив 28 голов в 20 матчах, он не только внёс большой вклад в возвращение клуба в первую лигу, но и оказался лучшим бомбардиром турнира. В сезоне-2024 Фруйи своими 14 мячами в 26 играх помог «Сувурою» оформить сквозное повышение до класса сильнейших. В гонке бомбардиров он занял второе место, отстав на 3 гола от Рани Хансена из второй команды «Викингура». 16 марта 2025 года Фруйи дебютировал в фарерской премьер-лиге, целиком отыграв встречу с «Б68».

## Достижения

### Командные
«Сувурой»
- Победитель второго дивизиона (1): 2023

### Личные
- Лучший бомбардир второго дивизиона (1): 2023 (28 голов)

## Личная жизнь
Старший брат Фруйи, Бьяртмар (род. 1999) — тоже футболист. Братья вместе играют в составе «Сувуроя».